# مجموعة دبي المصرفية
مجموعة دبي المصرفية هي المستثمر المالي العالمي المتوافق مع الشريعة الإسلامية لمجموعة دبي بأصول تقدر قيمتها بأكثر من 10 مليارات دولار أمريكي (36.7 مليار درهم إماراتي). أُسست المجموعة في العام 2007 بعدما وحدت مجموعة دبي للاستثمار الإسلامي (التي أُسست في عام 2004) نشاطها مع بنك دبي (الذي أُسس في عام 2002) لتشكيل مجموعة دبي المصرفية.
تشمل الاستثمارات الرئيسة لمجموعة دبي المصرفية ما يلي:
- ملكية 100% لبنك دبي[2]
- ملكية 100% لشركة دبي تداول، وهي شركة وساطة خاصة مقرها دبي[3]
- حصة 51% في شركة الفجر لإعادة التكافل، وهي شركة مساهمة كويتية مقفلة.[4]
- حصة 40% في بنك الإسلام، أقدم وأكبر بنك إسلامي في ماليزيا[5]
- حصة 40% في أكبر شركة إعادة تأمين في العالم[6]
- 33.33% من أسهم شركة الصكوك الوطنية الإماراتية، برنامج الادخار الوطني المتوافق مع الشريعة الإسلامية[بحاجة لمصدر]
- حصة 18.75% في بنك باكستان الإسلامي أول بنك يحصل على ترخيص مصرفي إسلامي في باكستان.[7]

## وصلات خارجية
- الموقع الرسمي
- Dubai Banking Group